# 臺鐵SP32850型客車
台鐵35SP32850型鋼體客車，是臺灣鐵路管理局最早引進的莒光號客車，於1970年由日本車輛、日立製作所共同製造，原有27輛。但隨著十年購車計畫執行以及淘汰摺疊門客車的政策，已於2022年6月29日退役。
除本型車外，台鐵另有車型為35TP(K)32850型的通勤客車，兩者容易混淆。

## 保存車輛
- 國家鐵道博物館：35SP32865
- 國立台灣博物館鐵道部：35SP32852（僅部分區域保留）

## 圖片集

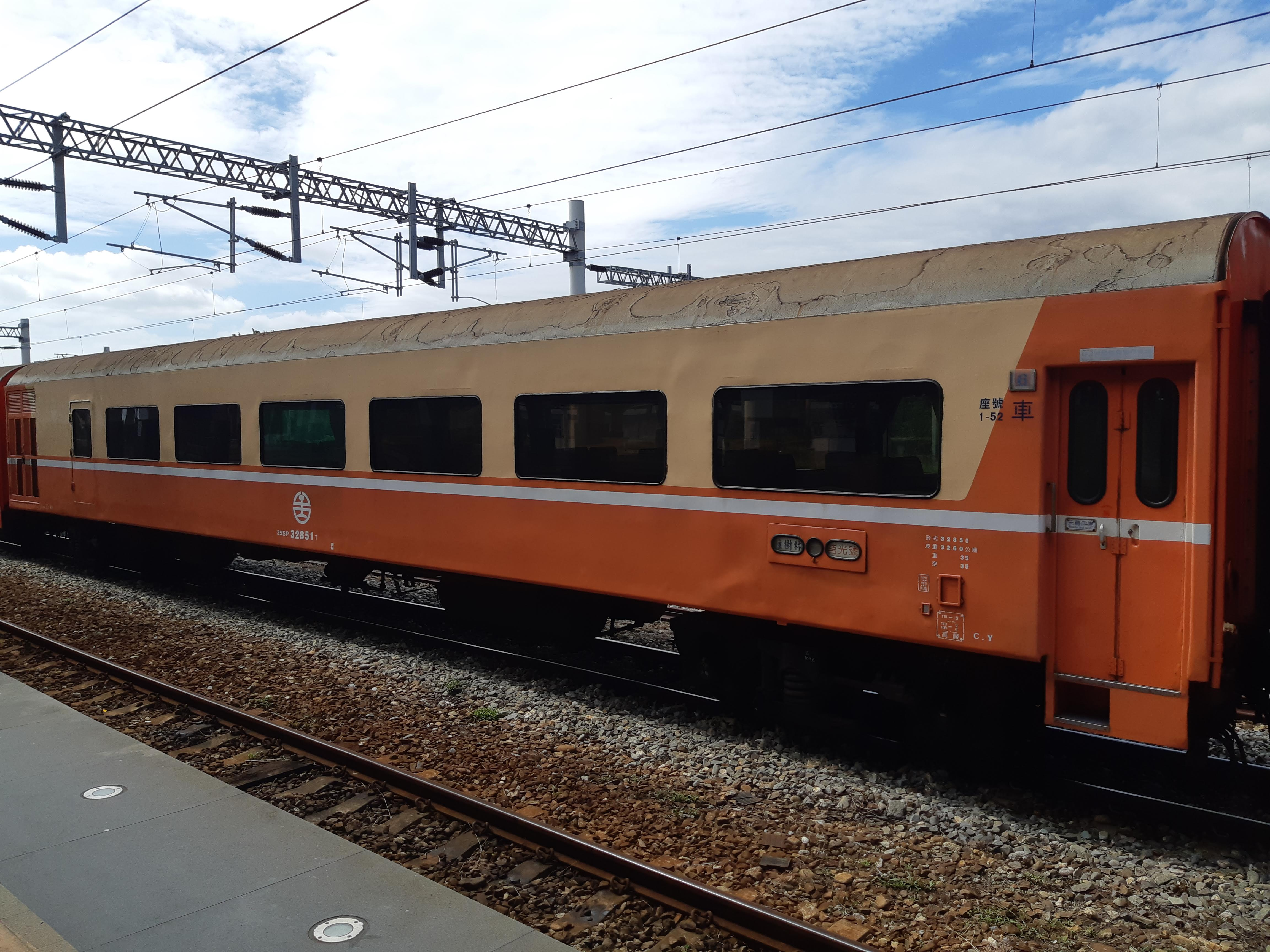
極具時代意義的35SP32851號
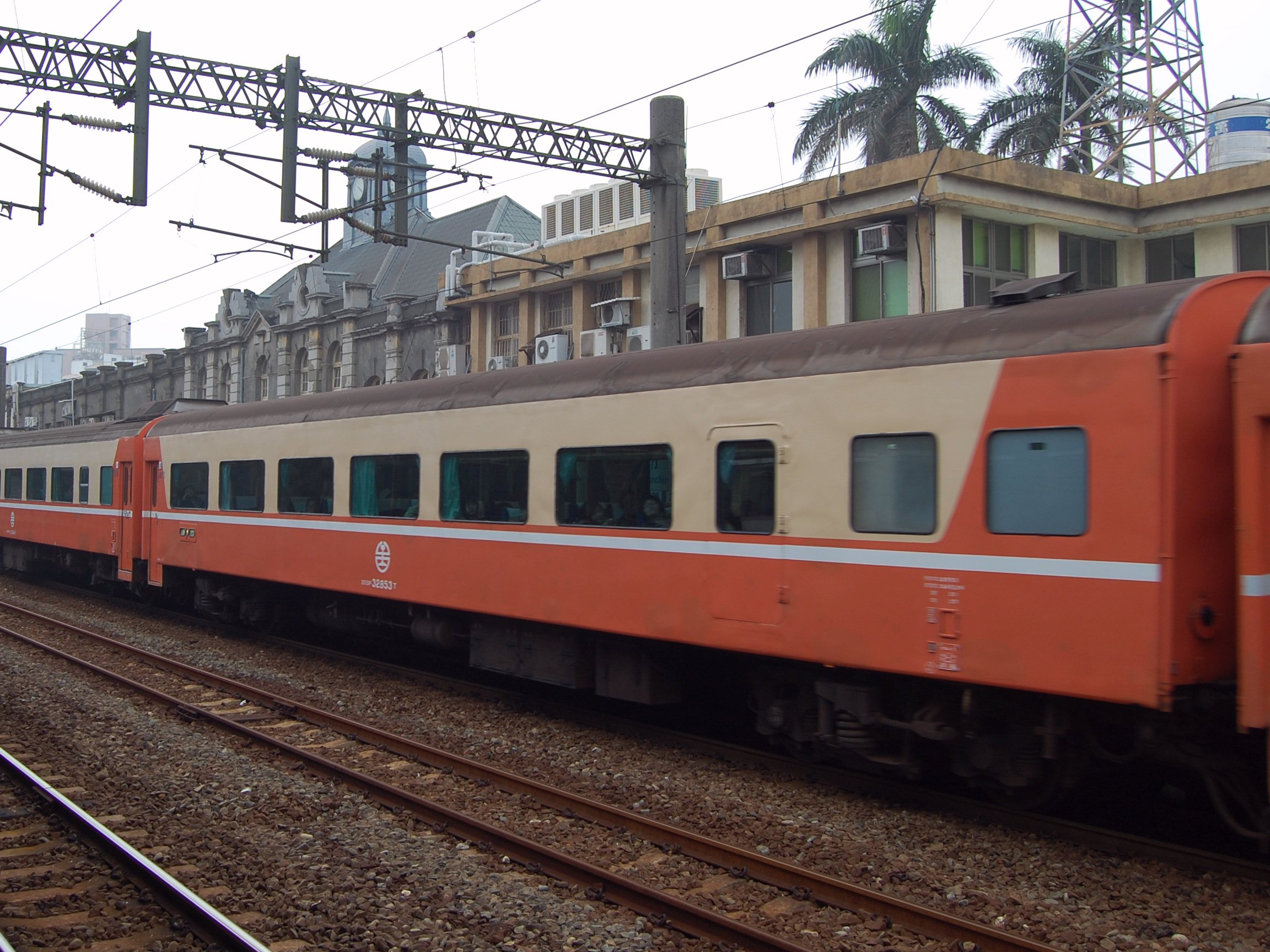
35SP32853T攝於新竹站，2010年2月
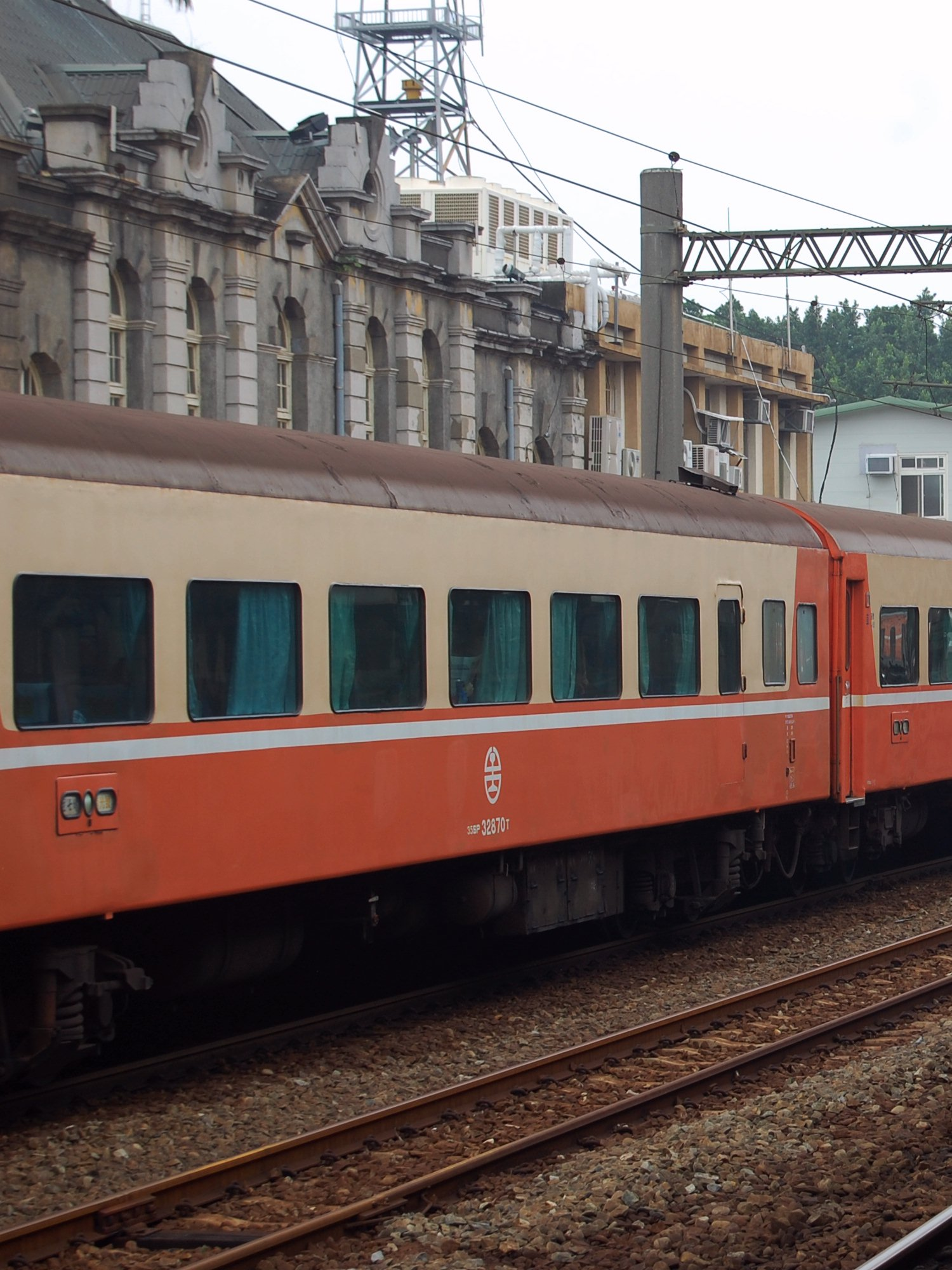
35SP32870T攝於新竹站，2010年2月
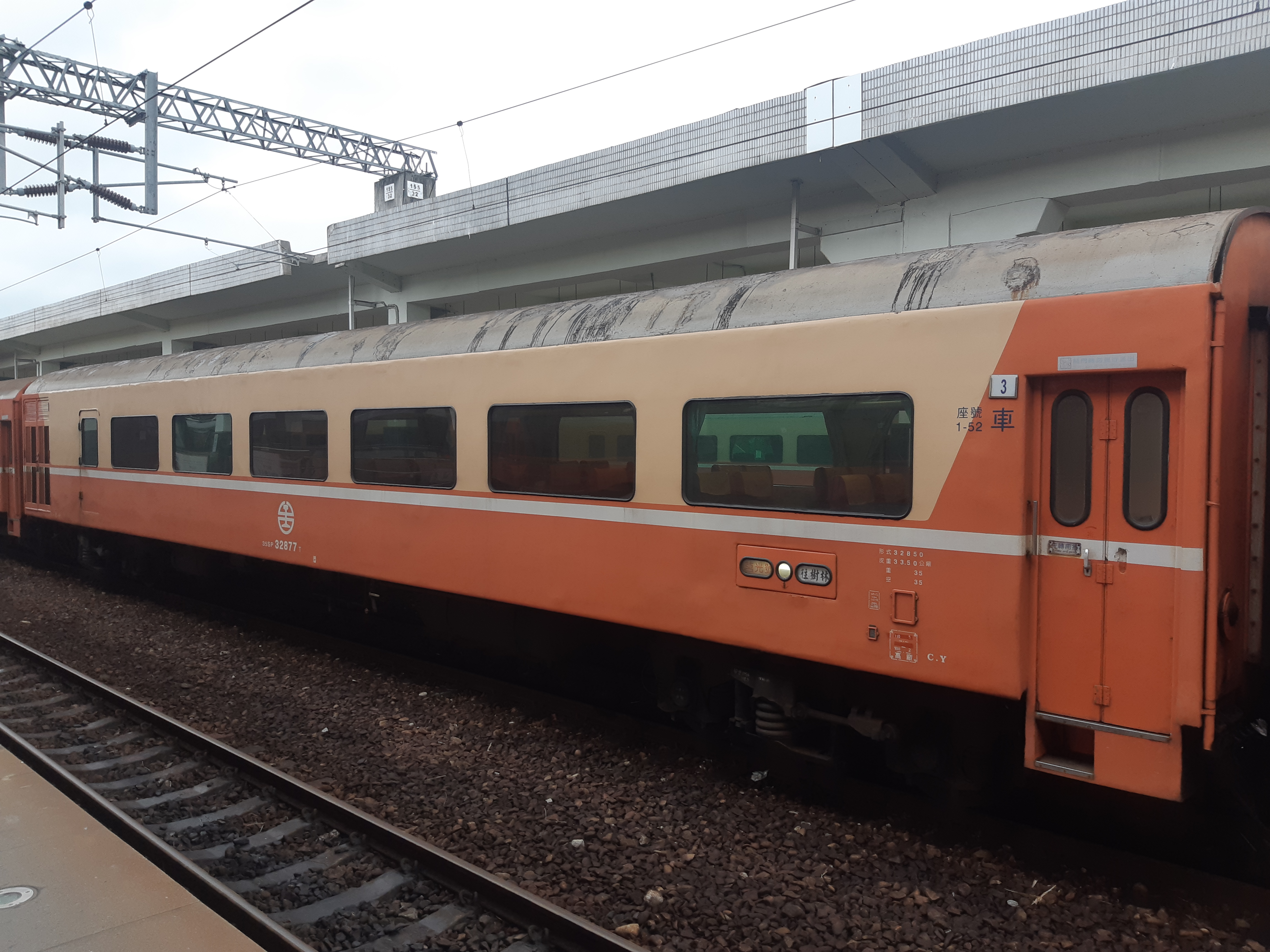
35SP32850型的最後一輛35SP32877號